# Actinostella flosculifera
Actinostella flosculifera is een zeeanemonensoort uit de familie Actiniidae. Actinostella flosculifera werd in 1817 voor het eerst wetenschappelijk beschreven door Charles Alexandre Lesueur. Het wordt gevonden half begraven in het sediment in ondiep water in zowel de tropische als subtropische Atlantische Oceaan.

## Beschrijving
Het enige deel van deze zeeanemoon dat normaal zichtbaar is, is de mondschijf, die plat op de zeebodem ligt, waarbij de hoge cilindrische zuil in het sediment is begraven. De zuil is crème of roze en het bovenste deel draagt kleverige wratten waaraan stukjes grind en fragmenten van schelp hechten. De mondschijf is tot 7 cm in diameter en draagt vier kransen van puntige, intrekbare tentakels die dicht bij de trechtervormige mond bevinden waarbij de buitenste tentakels korter zijn dan de binnenste. Het buitenste deel van de mondschijf lijkt op een kraag, en draagt onregelmatige vlezige knobbeltjes geperforeerd door fijne poriën, en gescheiden door slanke radiale lijnen. De mondschijf is beige, roze, bruin of grijs, soms met wat groene strepen, en past goed bij het omringende sediment in kleur en textuur. De tentakels zijn doorschijnend en soms gevlekt met wit. Symbiotische zoöxanthellen zijn aanwezig in de weefsels, met name in de kraag.

## Verspreiding en leefgebied
Actinostella flosculifera komt wijdverbreid voor in ondiep water in de tropische en subtropische Atlantische Oceaan. In de oostelijke Atlantische Oceaan strekt zijn verspreidingsgebied zich uit van de Canarische Eilanden en Madeira zuidwaarts tot Sao Tomé en Principe, en in de westelijke Atlantische Oceaan omvat het verspreidingsgebied de Bahama's, Bermuda, West-Indië en zuidwaarts tot de kust van Brazilië. De zuil wordt begraven in zand, grind of slib. Deze zeeanemoon wordt gevonden op diepten tot ongeveer 5 meter, typisch in weiden van Thalassia testudinum en Syringodium filiforme, in lagunes en op rifvlakten met weinig golfwerking.

## Ecologie
De voet van de kolom is meestal bevestigd aan een hard substraat, zoals een rots, een schelp of een wortelstok van zeegras, terwijl de mondschijf plat op het sedimentoppervlak ligt. Overdag worden de tentakels samengetrokken en de kraag zet uit zodat de zoöxanthellen de maximale hoeveelheid zonlicht ontvangen voor fotosynthese; de groenbruine kleur van de kraag lijkt op stukjes dood zeegras en kan voor camouflage zorgen. 's Nachts trekt de kraag samen en worden de tentakels uitgestrekt om plankton en organische deeltjes op te vangen. Bij de minste verstoring trekt de hele zuil samen en verdwijnt de zeeanemoon onder het sediment. Er is gevonden dat twee soorten fecale korrels via de mond worden uitgestoten; het ene type bevat de normale eindproducten van de spijsvertering, maar het andere bevat zoöxanthellenresten bedekt met slijm, die nog steeds worden geproduceerd, zelfs wanneer het dier geen planktonvoedsel meer heeft. Dit suggereert dat het voornaamste onderdeel van het dieet van de zeeanemoon de vertering van de zoöxanthellen in zijn weefsels kan zijn.